# Слобода (Коломийський район)
Слобода́ (колишні назви Золотий Потік, Слобода-Рунгурська‎) — село в Україні, в Печеніжинській селищній територіальній громаді Коломийського району Івано-Франківської області. У минулому — один з найбільших на Прикарпатті осередків нафтової промисловості.

## Назва
7 червня 1946 року указом Президії Верховної Ради УРСР село Рунгурська-Слобода Печеніжинського району перейменовано на село Слобода і Рунгурівсько-Слобідську сільську раду — на Слобідська.

## Географія
У селі потік Сухий впадає у річку Сопівку.
Біля села розташована гора Варатик.

## Історія
На території Слободи виявлено мідні знаряддя праці III тисячоліття до н. е.
Село відоме з 1646 року як Золотий Потік. Зацікавленим в освоєнні цих земель власники територій надавали певні пільги новим поселенцям. Так, грамотою 1722 року селяни були звільнені від сторожової служби при Печеніжинському замку. Тому за поселенням пізніше закріпилася назва Слобода-Рунгурська.
Починаючи щонайменше з 1711, в околицях села видобували нафту.
Промислова розвідка запасів нафти поблизу старих нафтових розробок у Слободі-Рунгурській почалися 1862 року, а перша свердловина («шиба») з'явилася тут 1872 року. Хоча кількість «шиб» швидко зростала, проте збирання ропи вручну (в колодязях або копальнях) не припинялося. Праця була нелегка й небезпечна. Через вибухи метану й обривання линв траплялися смертельні випадки, особливо багато робітників загинуло під час вибуху 1874 року.
Виявлення додаткових великих запасів нафти пов'язано з діяльністю інженера Станіслава Щепановського, який прибув у Галичину після навчання та роботи в Британії і якого вважають піонером промислового нафтовидобутку на Коломийщині. 1879 року він заклав у Слободі-Рунгурській свій великий нафтопромисел. Із застосуванням глибинного буріння у 1880-х роках різко зріс видобуток нафти. Відтак Слобода стала найбільшим нафтовидобувним осередком у Галичині, а недалекі Печеніжин і Коломия — центрами нафтопереробки та торгівлі нафтою.
Згідно з переписом населення станом на 31 грудня 1880 року у Слободі-Рунгурській проживало 874 мешканці.
Копальня нафти розташовувалась на околиці села у відокремленому гірським рельєфом від основної частини села Слобода Рунгурська урочищі, яке отримало відповідну назву Фабрика.
З видобутком нафти у Слободі Рунгурській почалося будівництво господарських споруд. У 1880 рр. копальня займала понад 86 га, де розташовувалося понад 150 свердловин глибиною до 380 м. Вони мали вигляд дерев’яних веж висотою 9 м. Для запобігання обвалу, в кожній свердловині встановлювалися литі залізні труби. Одна з перших свердловин називалася «Гуцул». Вона була в числі найбагатших свердловин, її початковий дебіт сягав 25 т/добу.
На родовищі у Слободі Рунгурській працювало 70 парових машин, які обслуговували понад 70 постійних робітників.
У копальні, крім будинку адміністрації, були ще кузня i верстати, біля 70 житлових будинків, поштовий і жандармський уряди, ощадна каса, лікарня, кілька крамниць. Перевозка ропи до рафінерії в Печеніжині i вивіз продукції до Коломиї здійснювалися возами.
1880 — С.Щепановський заклав у Слободі-Рунгурській першу в Галичині фабрику гірничих машин.
1881 — С.Щепановський створив у Слободі-Рунурській Перше товариство експлуатації нафти й озокериту.
1883 — С.Щепановський збудував у сусідньому Печеніжині найсучасніший і найбільший, як на ті часи, нафтоперегінний завод. 
Печеніжинський нафтопереробний завод став одним із найбільших в Австро-Угорщині (закритий у 1928 р.). На ньому працювало біля 1000 робітників. Щодобовий об’єм переробки нафти складав 600–1000 бочок нафти. Це було найбільше промислове підприємство Гуцульщини. Біля Печеніжинського підприємства започатковано виробництво парафінових свічок.
1885 — у Слободі-Рунгурській діяли 300 свердловин, які давали понад 75 тис. т нафти.
У 1885 в селі Слобода Рунгурська було відкрито першу в Галичині вищу школу з підготовки фахівців нафтової галузі.
1886 — С.Щепановський побудував нафтопровід Слобода-Рунгурська — Печеніжин та залізничну лінію Печеніжин-Коломия, де паротяг kkStB 98 LCJE 034 був названий на честь села. 
У тому ж році відкрито залізничну лінію Печеніжин – Слобода-Рунгурська, довжиною 10,931 км.
1887 — С.Щепановський був усунений компаньйонами від усіх справ і вимушено залишив нафтові промисли у Слободі-Рунгурській.
Згідно з переписом населення станом на 31 грудня 1910 року у Слободі-Рунгурській проживало 1298 мешканців.
Під час Першої світової війни промисли зазнали великих руйнувань, робітники терпіли значну матеріальну скруту. 15 липня 1918 вони застрайкували, вимагаючи підвищення заробітної плати на 50 %, поліпшення побутових умов. 27 липня страйк придушили. Страйкували робітники також у 1921, 1922, 1924 та 1935 роках.
1927 — в Слободі-Рунгурській створили організацію «Сельроб-Єдність».

## Церква

### Храм Різдва Пресвятої Богородиці.
Настоятель храму є митр. прот. Юрій Бровчук.
Церква Різдва Пресвятої Богородиці яка була побудована у 1861 року, за часів Австро-Угорщини. Як церква громади греко-католиків в селі Слобода Рунгурська Станіславського повіту проіснувала до встановлення влади СРСР 1940 року, в часи радянської комуністичної влади, громада села вимушено переходить до православ'я, декілька сімей греко-католиків таємно в хатах відправляли Служби Божі де згадується Папа Римський. Велике натхнення для віруючих католиків в період заборони греко-католицької церкви надавав священник Сулятицький Михайло з сусіднього села Середній Березів.
В часи Незалежної України частина громади повертається до греко-католицької віри з надією про позачерговість відправи Служби Божої, проте наштовхується на нерозуміння та навіть агресію з боку вірних УАПЦ. Декілька років вірні УГКЦ відправляли Служби Божі біля Стрілецької могили в люті морози та спекотні дні, а також не мали змоги занести покійника до церкви (на церковних воротях з'являвся іржавий ланцюг з замком) — не витримавши такого приниження декілька родин перейшли до УАПЦ. Не дочекавшись на взаєморозуміння були вимушені будувати церкву на місці де була школа. За допомогою вихідців з села які проживали, та працювали за кордоном а також важкою працею вірних була побудована церква Різдва Пресвятої Богородиці та Великомученика Юрія, проте відлуння тих важких днів проявляється і сьогодні, декілька сімей відвідують різні храми а діти розділені коли відбувається перше причастя.

### ХрамУГКЦРіздва Пресвятої Богородиці.
Адміністратор о. Олег Гриців.

## Інфраструктура
В Слободі є базова середня школа, дитячий садок, Народний дім, бібліотека імені Станіслава Вінценза, дитячий будинок відпочинку.

## Відомі люди
- Станіслав Вінценз — польський письменник, співець Гуцульщини. У 1936 році власним коштом біля батьківської хати у Слободі-Рунгурській встановив пам'ятник Іванові Франку[3]
- Дмитро Станкевич — український лікар-рентгенолог, член та співзасновник коломийських філій Українського лікарського та Українського гігієнічного товариств.

## Слобода-Рунгурська в літературі
Священик Ян Бадені у своїй книзі «Поміж слов'янами» так описував Слободу-Рунгурську: 
«…трохи звертаємо і, прихована досі, постає в цілій своїй красі галицька Пенсильванія, галицьке Баку, кажучи без перебільшення, славна Слобода-Рунгурська. Оригінальне поселення… Мимоволі вже на перший погляд на думку спадає Америка, її міста, що виростають із блискавичною швидкістю серед недоторканих лісів і складаються більшою мірою з фабричних труб, ніж із житлових будинків. Долиною біжить потік, що перетинається кількома кладками, бо думати про мости немає часу, немає вигоди. До потоку з обох боків ледь схиляються численні безіменні, неначе вирізьблені, пагорби, що займають величезний простір. На них — ліс сотень бурових веж. Пробиваючись між ними, ще не рушений людьми бір, що простягається далеко-далеко, поки сягає око, ніби пробує змагатися з шумом машин та зі скреготом пилок… Нафта била фонтаном, лилася потоками, здавалося (не всім, але багатьом), що так литися буде без перерви та кінця. Отже, навіщо збирати, навіщо економити, навіщо рахуватися з вимогами будь-якого раціонального господарювання: пливе золото, нехай відпливає».